# ベルン-レッチュベルク-シンプロン鉄道Ae6/8形電気機関車

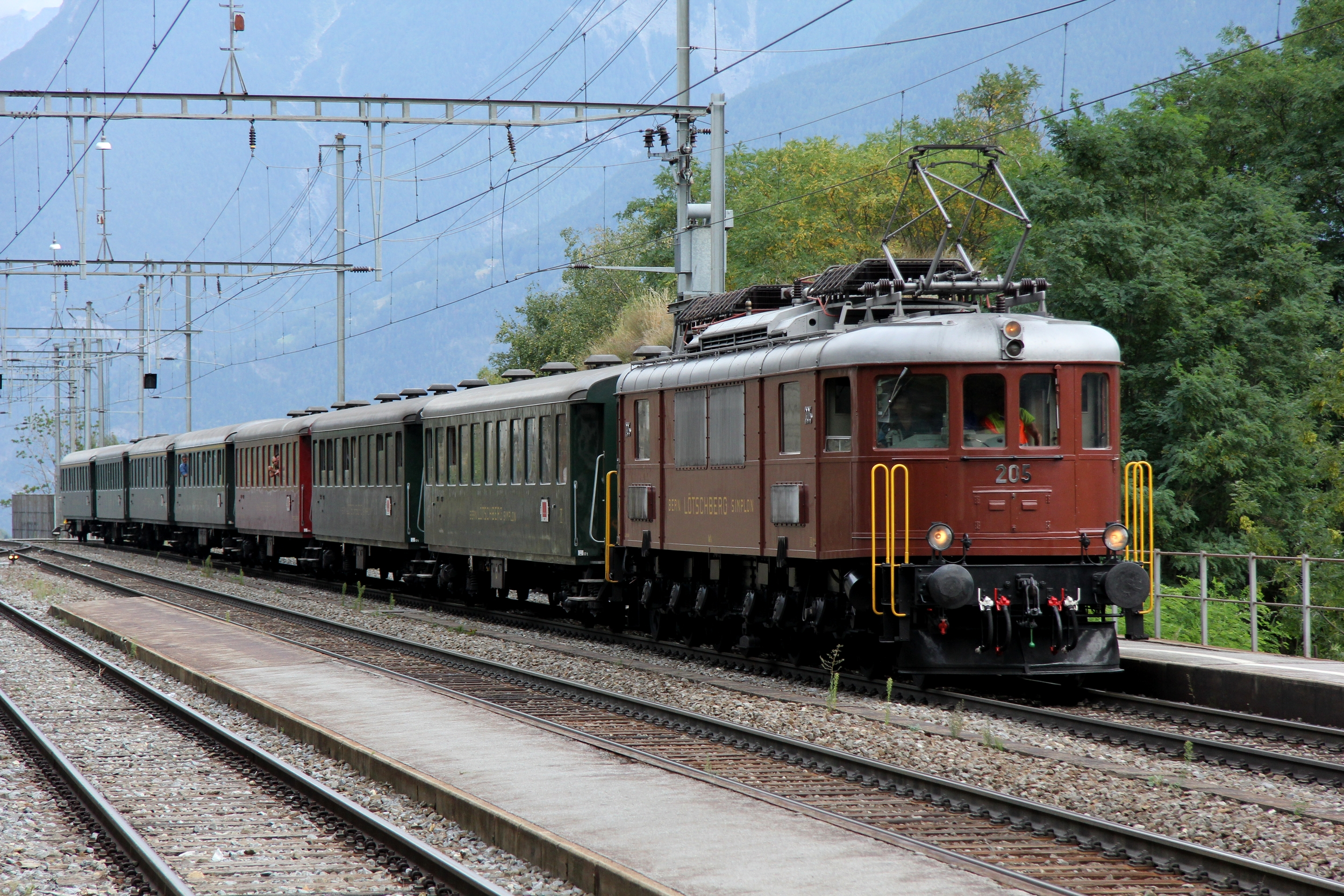
レッチュベルクルート100周年記念列車を牽引するAe6/8 205号機、2013年

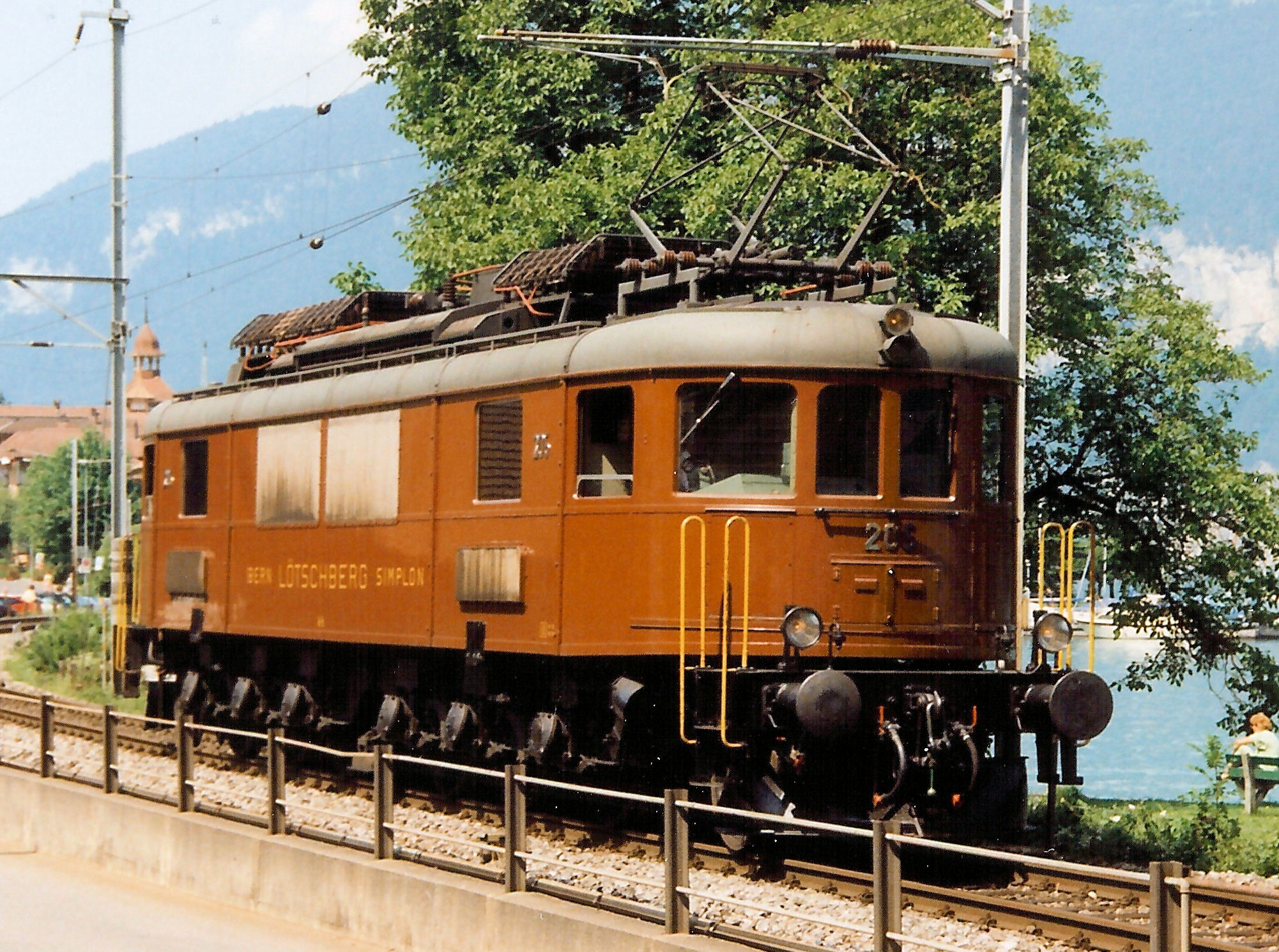
動態保存されているAe6/8 205号機、1997年

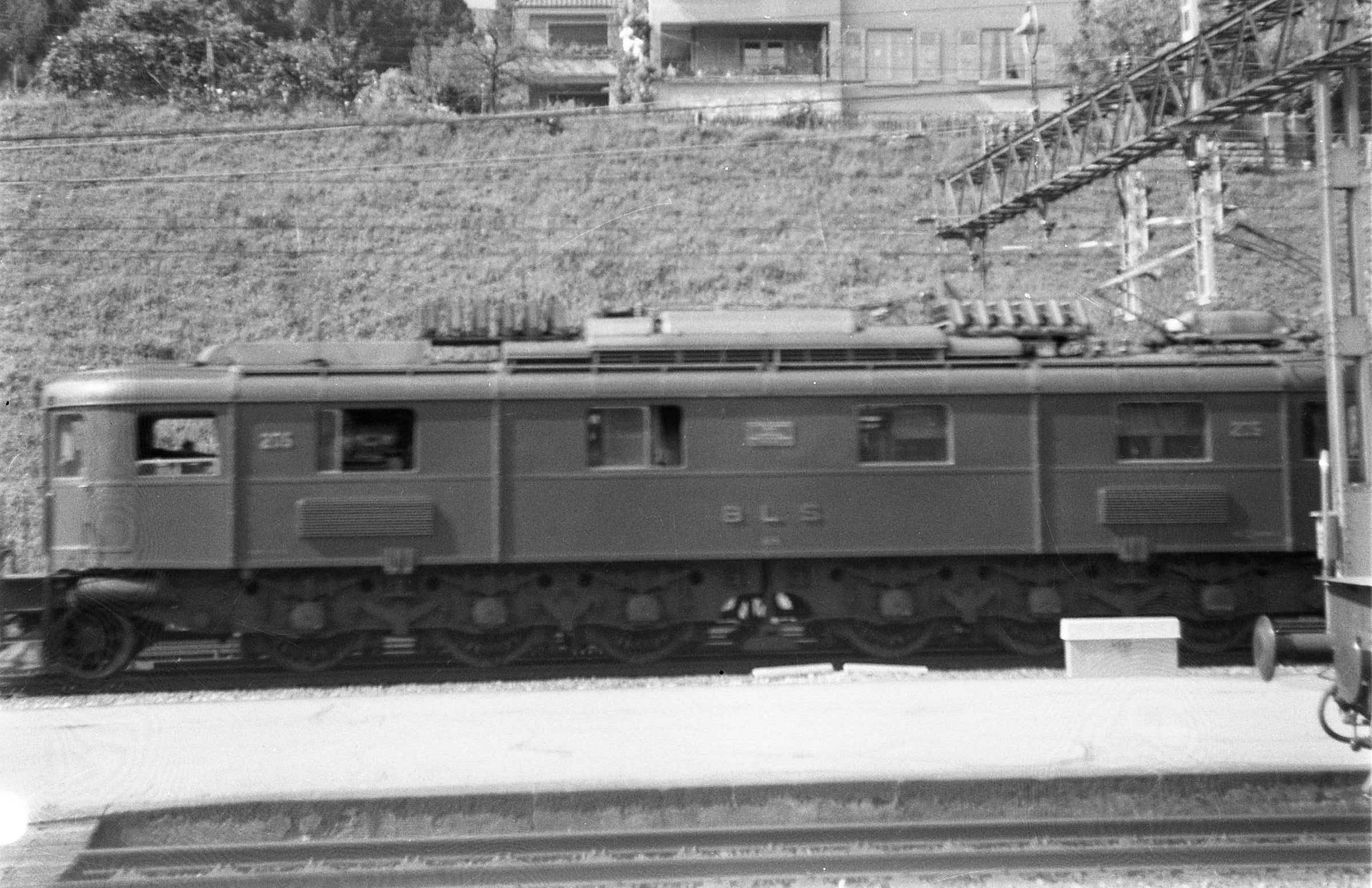
インターラーケン・オスト駅を発車するAe6/8 205号機、1957年

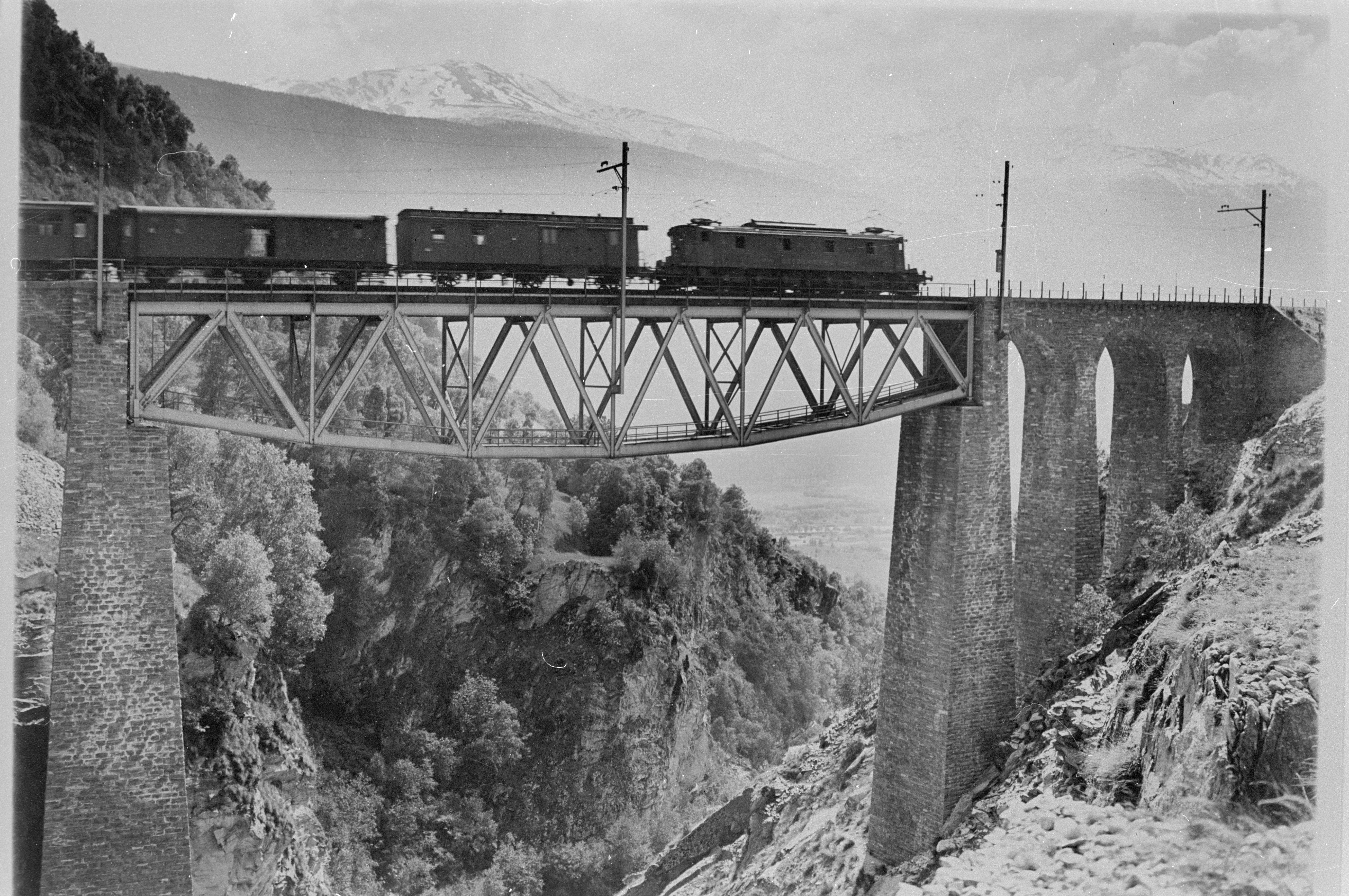
ブレダ製の車体であった当時のBe6/8形が牽引する列車、1930年頃

ベルン-レッチュベルク-シンプロン鉄道Ae6/8形電気機関車(ベルン-レッチュベルク-シンプロンてつどうAe6/8がたでんきかんしゃ)は、現在ではスイスの最大の私鉄であるBLS AGとなっているベルン-レッチュベルク-シンプロン鉄道やその後身であるBLSレッチュベルク鉄道で使用された電気機関車である。

## 概要
アルプス越えルートの一つであるレッチュベルクルートを擁するベルン-レッチュベルク-シンプロン鉄道（Bern-Lötschberg-Simplon-Bahn（BLS））では、27パーミルが連続するこのルート用の電気機関車として、27パーミルで310tを50km/hで牽引可能なロッド式の5軸駆動機であるBe5/7形13両を使用していたが、輸送量の増加に対応するために27パーミルで550tを50km/hで牽引できる機関車を計画していた。本機はこの計画により、車軸配置(1'Co)(Co1')で低圧タップ切換制御とウエスティングハウス式クイル駆動との組み合わせによる当時世界最強の機関車として、まず1926年と1931年に電機部分、主電動機、駆動装置の製造をSAAS、車体、機械部分、台車の製造をイタリアのブレーダが担当して最高速度75km/hで1時間定格牽引力238kNのBe6/8形として201-204号機が、その後1939-43年に車体、機械部分、台車の製造の担当をSLMに変更して、最高速度90km/hで1時間定格牽引力245kNのAe6/8形として205-208号機の計8両が製造されている。その後数度に渡り出力増強と最高速度の向上を重ねながら後継のAe4/4形、Ae8/8形、Re4/4形とともに主力として使用されており、最終的には最高速度100km/hで、27パーミルで610tを75km/hで牽引可能なAe6/8形201-208号機となって1990年代半ばまで使用されている。なお、BLS AGに動態保存機として残された205号機はUIC方式の新しい形式名で、歴史的機関車用の形式であるAe015形となっている。
各機体の機番と製造年、製造所は以下の通り
- 201 - 1926年 - Breda/SAAS
- 202 - 1926年 - Breda/SAAS
- 203 - 1931年 - Breda/SAAS
- 204 - 1931年 - Breda/SAAS
- 205 - 1939年 - SLM/SAAS
- 206 - 1939年 - SLM/SAAS
- 207 - 1941年 - SLM/SAAS
- 208 - 1943年 - SLM/SAAS

## 仕様

### 車体（201-204号機）
- 車体はイタリア製ながら車体端部を絞ったこの時代のスイス製電気機関車の標準スタイルとなっているが、標準的なスイス機と比較して、屋根が深く張上げ屋根状になっていない、機械室の明り取り窓が小型の下落とし式ではなく大きな横長の横引き式である、機械室部分と運転室部分に段差がなく、その代りに緩やかに絞られている[10]などの差異があり、屋根上のモニタの形状、車体断面形状、203、204号機の正面窓のひさしの形状などは同時期のイタリア機に類似している。
- 前面はデッキ付きであるが、車体台枠前端部を延長したデッキと、その下部車端側の台車前端の端梁上部のデッキとが設置されており、この二重のデッキが本機の形態的な特徴のひとつとなっている。なお、イタリア国内にも類似の機体があり、1926年製のイタリアのミラノのノルド・ミラノ鉄道[11]E.600形電気機関車は同様の一部スイス系の車体と二重のデッキを持つ本機を小型化した形状となっている。
- 正面はひさし付きの2枚窓で非貫通式であり、正面窓下と台車端部のデッキ上左右の3箇所に丸型の前照灯が設置されている。連結器は台車取付のねじ式連結器で緩衝器（バッファ）が左右、フック・リングが中央にあるタイプであり、上部には1940年代までは連結間の渡り板を設置しており、下部にはスノープラウもしくは大型の排障器を設置していた。
- 側面は機械室部分に大型の採光窓が4箇所と両端の採光窓下に冷却風取入用のルーバーが2箇所設けられ、屋根上には両端に大形のパンタグラフが、その間にはモニタが設置され、その中央部は大型の主変圧器に対応して一段高くなっている。
- 機械室は両側通路式で、台車上部を高床式として主変圧器を中央に、その前後に主電動機冷却用送風機、後位側にタップ切換器など、前位側に補機類やブレーキ抵抗器などを設置している。
- 運転室はハンドル式のマスターコントローラーが設置された、この時代では標準の立って運転する形態であり、。反運転台側の車体端部および運転台側の側面に乗務員室扉が設置され、運転台横乗務員室扉の窓とその反対側の乗務員室窓は下降式窓となっている。
- 塗装
  - 車体塗装は茶色をベースとして、側面下部中央に"Bern Lötschberg Simplon"の飾り文字が入り、正面下部中央と側面の各運転室後部の計6箇所に機番の銘板が設置されていた。
  - 屋根上機器と屋根はグレー、床下機器と台車は黒であった。

### 車体（205-208号機）
- 205号機以降は車体もスイス製となったが、前頭部のみ変更されて半円柱の2次曲面で構成された流線型となっており、運転台には乗務員席が設けられて座っての運転が可能となっている。
- 正面は中央部に狭幅の2枚窓が設置され、その横の運転台側は横長の1枚窓、反運転台側は広幅の乗務員室扉となる4枚窓構成となり、201-204号機までに設置されていた側面の乗務員室扉は廃止されて左右とも横長に拡大された下落とし式の窓とされている。また、正面屋根中央には小型の丸型前照灯と標識灯が縦2列に設置され、デッキ上左右のものと合わせて前照灯は3箇所となっている。
- 乗務員室部以外の車体は201-204号機と同一の一部イタリア系の構造を引継いだ構成となっているが、車体屋根全周に水切りが追加されている。
- 塗装は201-204号機と同様であるが、屋根および屋根上機器がライトグレーとなり、車体に設置された機番がプレートから切り抜き文字に変更されている。また207、208号機は車体側面中央の社名表記が当初より飾り文字ではなく、"BLS"の切り抜き文字となっていた。

### 走行機器
- 制御方式は低圧タップ切換制御で、圧縮空気でタップ切換器のカムシャフトを駆動する制御方式によるタップ切換は力行24段、発電ブレーキ13段で2台直列、6組並列計12台の主電動機を制御する。
- 主変圧器は油冷式で車体中央に設置されており、入力15kV、出力は走行用、列車暖房用、補機駆動用などに分かれ、容量は当時としては大容量の3800kVAであり、油冷却はファンによる強制通風式である。
- ブレーキ装置は電気ブレーキを発電ブレーキ[12]として機器室内に強制風冷の鋳鉄式ブレーキ用抵抗器を搭載しているほか、ウエスティングハウス式の空気ブレーキ、手ブレーキを装備し、基礎ブレーキ装置は動輪に両抱き式のものが設置されている。
- 主電動機は201-204号機は1時間定格出力284kW、205-208号機は323kWの交流整流子電動機を各動軸に2台ずつの計12台搭載し、201-204号機は1時間定格牽引力238kN、205-208号機は245kNの性能を発揮する。冷却は台車毎の2台のファンによる強制通風式で、冷却気は車体側面のルーバーから吸入されて主電動機へ導かれる。なお、本機の主電動機は2台1組で装備されるが、205-208号機は主電動機枠も2台分を一体化したものとしている。
- 台車は軸距2200+1900mm、車輪径1350mmの板台枠式台車で、車端側にビッセル式の1軸先台車を設置し、先輪径は960もしくは950mmである。この台車を2基装備して車軸配置を(1'Co)(Co1')として台車の車端側には連結器を設置、車体中央側では2基の台車を連結しており、牽引力は台車のみで伝達して車体には牽引力をかけない方式としている。
- 軸箱支持方式は摺板案内式、軸ばね、枕ばねは重ね板ばねとしており、各軸ばねはイコライザで接続され、車体荷重は側受で支持する方式である。また、車軸の軸受はメタルを使用したすべり軸受式で、201、202号機と203、204号機、205-208号機とで異なるものを使用し、軸箱蓋もそれぞれ形態が異なっていたが、いずれもBLSの社名等が入れられ、特に203、204号機は社名が磨き出しとされていた。また、201、202号機の軸箱横には当初砂箱が設置されていた。
- 主電動機は2台1組で台車枠に装荷されてクイル式の一種であるウエスティングハウス式クイル駆動で動輪に伝達される方式となっている。この方式は主電動機から1段減速で動輪と同軸に設置された中空軸に動力を伝達し、この中空軸の両端に設けられた腕（スパイダ）からコイルばねで結合された動輪のスポークを駆動する方式である。本機の駆動装置はスイス連邦鉄道（スイス国鉄）のAe3/5形やAe3/6III形に使用されたウエスティングハウス式をSAASで改良して装置全体を小型化したもので、スイス国鉄機では動輪径が1650mmと大きく、固定台枠式の機関車となっていたものを、本機では動輪を1350mmと小径化することができ、結果としてボギー台車式、6軸の多軸強力機とすることを可能としている。なお、207、208号機はさらに改良を加えた新型の駆動装置としている。
- そのほか、パンタグラフは大型の菱枠式ものを2台搭載、主開閉器は油遮断器、補機類は主電動機送風機2台、電動空気圧縮機2台などを搭載している。

### 主要諸元（製造時）
- 軌間：1435mm
- 電気方式：AC15kV 16.7Hz 架空線式
- 最大寸法：全長20260mm、パンタグラフ折畳高4350mm、屋根高3780mm
- 軸配置：(1'Co)(Co1')
- 全軸距：16600mm
- 固定軸距：2200+1900mm
- 台車中心間距離：9200mm
- 粘着重量：120.0t
- 動輪径：1350mm
- ブレーキ装置：発電ブレーキ、空気ブレーキ、手ブレーキ

Be6/8形201-204号機
- 自重：141.6t（電機部分64.0t、機械部分77.0t、砂等0.6t）
- 先輪径：960mm
- 走行装置
  - 主制御装置：低圧タップ切換制御
  - 主電動機：交流整流子電動機×2台×6組（1時間定格出力284kW×2[13]）
  - 減速比：5.866
- 出力・牽引力
  - 動輪周上出力：2720kW（連続定格）、3308kW（1時間定格）
  - 牽引力：196kN（連続定格、50km/h）、238kN（1時間定格、50km/h）、333kN（最大）
  - 牽引トン数：1910t（平坦）、800t（15.5パーミル）、510t（27パーミル、設計値）、600t（27パーミル、実使用値）
- 最高速度：75km/h

Ae6/8形205-208号機
- 自重：142.0t（電機部分64.0t、機械部分78.0t）
- 先輪径：950mm
- 走行装置
  - 主制御装置：低圧タップ切換制御、主変圧器容量3800kVA
  - 主電動機：交流整流子電動機×2台×6組（1時間定格出力323kW×2[14]）
  - 減速比：5.312
- 出力・牽引力
  - 動輪周上出力：3771kW（連続定格）、3880kW（1時間定格）
  - 牽引力：221kN（連続定格、61.5km/h）、245kN（1時間定格、56.5km/h）、353kN（最大）
  - 牽引トン数：600t（27パーミル、62km/h）
- 最高速度：90km/h

### 改造
- 1939、40年には201-204号機の減速比を5.866から205-208号機と同じ5.312に変更して最高速度を90km/hとするとともに、同じく205-208号機と同一性能となるよう出力増強を行って形式もAe6/8形201-208号機となり、27パーミルでの牽引トン数は600tのままであるが牽引速度が62km/hに向上している。
- 1942、43年には201-206号機の車体側面下部中央の"Bern Lötschberg Simplon"飾り文字を"BLS"の切り抜き文字に変更している。
- 1949-51年には塵埃の侵入などによる故障が多かった207、208号機の新型の駆動装置を201-206号機と同じものに改造している。
- 1951-53年には全機の発電ブレーキ用の抵抗器を車体内の強制通風の鋳鉄式抵抗器から屋根上に移設し、モニタ上主変圧器部前後に2群の自然通風のリボン式抵抗器を搭載している。
- 1954-56年には全機の発電ブレーキ力を増強するため、片側のパンタグラフを撤去して屋根上の主抵抗器を増設するとともに、タップ切換器を電磁空気制御式のものに交換し、主開閉器を油遮断器からBBC[15]製の空気遮断器としてそれぞれ応答性を向上させている。また、201-208号機の運転室を205-208号機と同様の半流線型のものに改造して乗務員座席も設置されている。なお、前面は205-208号機と若干変更され、正面に幅広の窓が2枚窓を設置し、その反運転台側に乗務員室扉、運転台側に狭幅の窓を1枚設置した4枚窓構成となっており、乗務員室扉が幅広のため、正面の2枚窓は車体中心より若干運転台側に寄っている。また、正面屋根中央の前照灯が大型のものとなり、205-208号機では埋込式に設置されていた標識灯が屋根上へ外付式に設置されるよう変更されている。なお、同時に車体屋根全周に水切りを設置している。
- 1960-64年には全機に対して再度出力及び最高速度の向上を図ることとなり、シュピーツ工場で改造工事が実施され、枕ばねなど台車のばね装置にゴムブロックを組み込み、100km/hでの走行を可能としたほか、制御装置を一新して出力を増強して1時間定格出力を4410kWとし、27パーミルで610tを75km/hで牽引可能としている。主変圧器とタップ切換装置はスイス国鉄のAe6/6形[16]のものと同等のものとなり、主変圧器はラジアルトランスコアの容量4500kVAで、走行用の出力電圧をAe6/6形の502Vから1041Vに変更したもの、制御方式は高圧タップ切換制御の力行32段、電気ブレーキ27段としたものなっている。また、これに伴い主変圧器の冷却系も一新され、片側の側面の中央2箇所の明り取り窓を主変圧器冷却油の冷却風取入用のルーバーに変更しているほか自重も140tに軽減されている。

### 主要諸元（改造後）
- 軌間：1435mm
- 電気方式：AC15kV 16.7Hz 架空線式
- 最大寸法：全長20260mm、パンタグラフ折畳高4350mm、屋根高3780mm
- 軸配置：(1'Co)(Co1')
- 全軸距：16600mm
- 固定軸距：2200+1900mm
- 台車中心間距離：9200mm
- 粘着重量：120.0t
- 動輪径：1350mm
- ブレーキ装置：発電ブレーキ、空気ブレーキ、手ブレーキ

Ae6/8形201-204号機（1955年時）
- 自重：144t
- 先輪径：950mm
- 走行装置
  - 主制御装置：低圧タップ切換制御
  - 主電動機：交流整流子電動機×2台×6組
  - 減速比：5.312
- 出力・牽引力
  - 動輪周上出力：4278kW（1時間定格）
  - 牽引力：245kN（1時間定格、54km/h）、353kN（最大）
  - 牽引トン数：2000t（平坦）、590t（27パーミル）
- 最高速度：90km/h

Ae6/8形201-208号機（最終）
- 自重：140t
- 先輪径：950mm
- 走行装置
  - 主制御装置：高圧タップ切換制御
  - 主電動機：交流整流子電動機×2台×6組
  - 減速比：5.312
- 出力・牽引力
  - 動輪周上出力：4410kW（1時間定格）
  - 牽引力：
  - 牽引トン数：2000t（平坦）、995t（16パーミル）、610t（27パーミル、75km/h）
- 最高速度：100km/h

## 運行・廃車
- 初号機である201号機は1926年6月17日にトゥーンに到着し、15パーミルで800t、27パーミルで510tの列車の牽引に使用されたが、試運転では600tの列車を牽引して27パーミルの急カーブ区間で起動して64km/hまで加速することが可能であったため、その後営業列車での牽引トン数は550tとなり、1929年には600tとしている。
- 205-208号機は製造直後には90km/hの最高速度を生かし急行列車牽引機として使用されている。
- 205号機は1939年のチューリッヒの博覧会に出品されている。
- 本機は主にレッチュベルクルートを越える重量列車に使用されていたが、1940年春からはスイス国鉄に乗入れてバーゼルからブリーク、シンプロントンネルを経由してドモドッソラまでの貨物列車の牽引に使用されるようになったほか、1958年にシンプロンルート南側が土砂災害により寸断された際にはスイス国鉄のゴッタルドトンネルを通るゴッタルドルートで使用され、1964年のローザンヌの博覧会の際にはバーゼルまでの臨時旅客列車を牽引している。
- 1981年から廃車が始まり、まず1977年から運用を外れていた201号機が廃車となっている。各機の廃車年は以下の通り。
  - 201 - 1981年
  - 202 - 1984年
  - 203 - 1989年
  - 204 - 1985年
  - 205 - BLS AGにて動態保存
  - 206 - 鉄道車両保存団体へ譲渡、ヴィンタートゥールに保管
  - 207 - 1995年
  - 208 - 鉄道車両保存団体へ譲渡、ペイエルンで静態保存